# Ministere în O mie nouă sute optzeci și patru

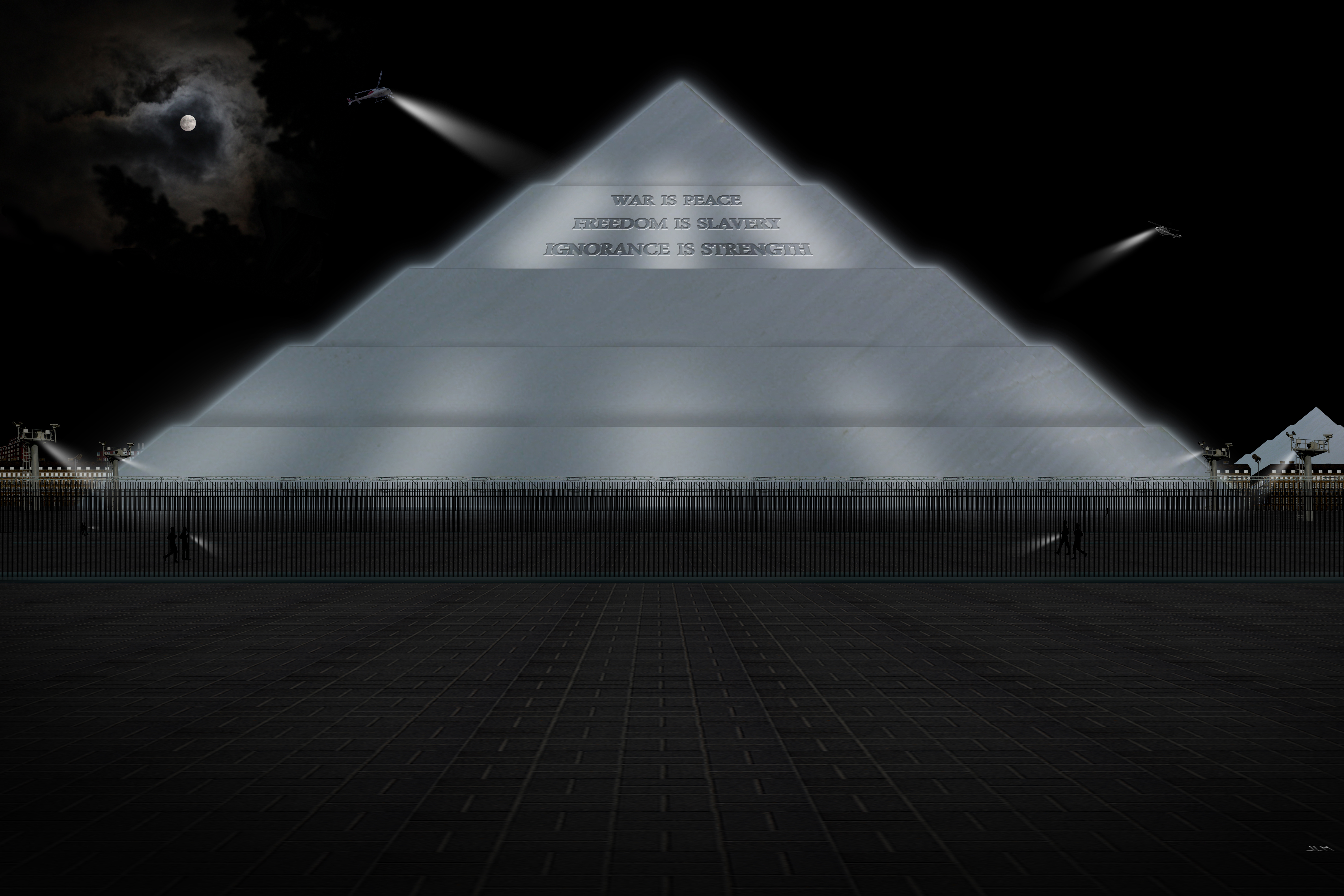
Reprezentare artistică a clădirii Ministerului Adevărului

Ministerul Adevărului, Ministerul Păcii, Ministerul Iubirii și Ministerul Abundenței sunt cele patru ministere ale guvernului Oceaniei din romanul distopian O mie nouă sute optezeci și patru, publicat în 1949 de George Orwell.
„Ministerul Păcii se ocupă cu războiul, Ministerul Adevărului cu minciunile, Ministerul Iubirii cu tortura, iar Ministerul Abundenței cu foametea. Aceste contradicții nu sunt accidentale și nici nu rezultă din ipocrizie obișnuită: ele sunt exerciții deliberate în dublu gândire.”—Partea a II-a, Capitolul IX

## Ministerul Adevărului

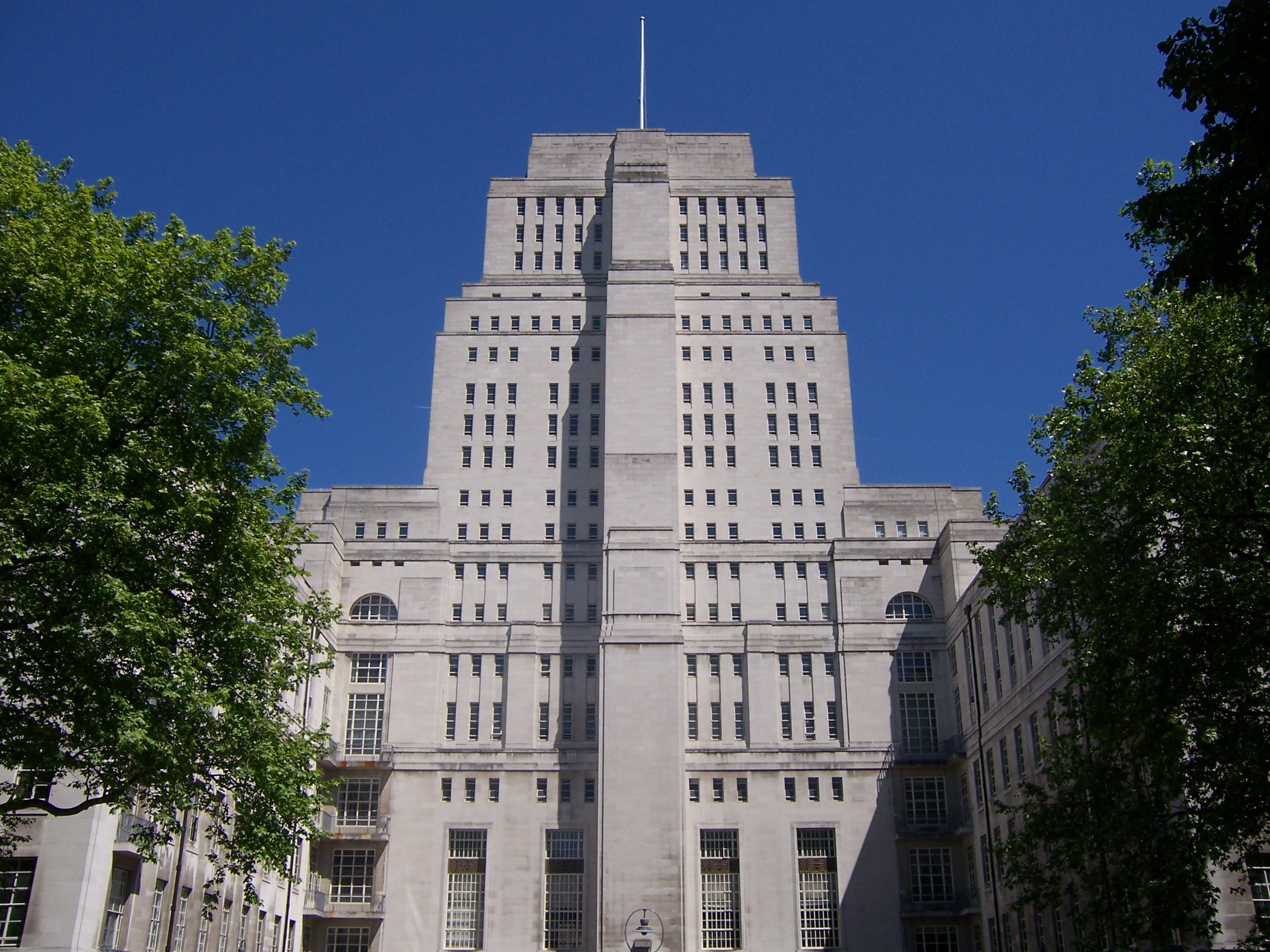
Clădirea unde soția lui Orwell a lucrat la Ministerul Informațiilor, a fost modelul său pentru Ministerul Adevărului.

Ministerul Adevărului (în novlimbă: Minitrue) este ministerul de propagandă. La fel ca și la celelalte ministere din roman, numele este o denumire deliberat incorectă, deoarece, în realitate, este responsabil cu falsificarea evenimentelor istorice, atunci când este necesar. Totuși, ca și celelalte ministere, numele este potrivit și pentru că decide ce „adevăr” există în Oceania.
Este vorba de un termen în novlimbă, care face să intervină dublugânditul, întrucât este vorba, în realitate de un minister al minciunii, al propagandei: un organ al puterii care rescrie istoria atât de des cât este necesar, pentru a face ca poporul să creadă că Big Brother⁠(d) a prezis întotdeauna ce urma să se întâmple. De exemplu, când Oceania era în război contra Eurasiei (și aliată cu Estasia), Miniadev a distrus toate documentele care datau din epoca în care alianțele erau invers.

Iată mai jos un extras care arată procesul propagandei.
„De exemplu, în The Times din 17 martie, se părea că Big Brother, în discursul său cu o zi înainte, a prezis că frontul din India de Sud va rămâne calm. Ofensiva eurasiatică avea să fie lansată în curând împotriva Africii de Nord. Cu toate acestea, înaltul comandament eurasiatic și-a lansat ofensiva împotriva Indiei de Sud și nu s-a ocupat de Africa de Nord. A fost deci necesar să rescriem paragraful eronat din discursul lui Big Brother, astfel încât să prezică ce s-a întâmplat cu adevărat. 
George Orwell”—O mie nouă sute optzeci și patru, Prima Parte, Capitolul IV

### Descriere
Winston Smith, personajul principal al romanului, lucrează la Ministerul Adevărului. Este o structură piramidală enormă din beton alb strălucitor, care se ridică la 300 metri (980 ft) în aer, conținând peste 3000 de camere deasupra solului. Pe peretele exterior sunt cele trei sloganuri ale Partidului: „RĂZBOIUL ESTE PACE”, „LIBERTATEA ESTE SCLAVIE” și „IGNORANȚA ESTE FORȚĂ”. Există și o mare parte subterană, probabil conținând incineratoare uriașe unde documentele sunt distruse după ce sunt puse în „găurile memorie”. Pentru descrierea sa, Orwell a fost inspirat de la Senate House de la Universitatea din Londra.

### Rolul în informare
Ministerul Adevărului este implicat în mass-media de știri, divertisment, arte plastice și cărți educaționale. Scopul său este de a rescrie istoria pentru a schimba faptele pentru a se potrivi cu doctrina partidului pentru efectul propagandistic. De exemplu, dacă Big Brother face o predicție care se dovedește a fi greșită, angajații Ministerului Adevărului corectează înregistrarea pentru a o face exactă. Acesta este „cum” existenței Ministerului Adevărului.

### Departamente
Următoarele sunt secțiile sau departamentele ministerului menționate în text:
- Departamentul de înregistrări (în novlimbă: Recdep)
- Departamentul de ficțiune (în novlimbă: Ficdep)
- Departamentul de teleprograme (în novlimbă: Teledep)
- Secțiunea pornografie – numai pentru consumul Prole (în novlimbă: Pornosec)

## Ministerul Păcii
Ministerul Păcii (în novlimbă: Minipax) servește ca minister de război al guvernului Oceania și este responsabil de forțele armate, în principal marina și armata. Ministerul Păcii ar putea fi cel mai vital organ al Oceaniei, având în vedere că națiunea este presupusă a fi într-un război genocidar continuu cu Eurasia sau Eastasia și are nevoie de cantitatea potrivită de forță pentru a nu câștiga războiul definitiv, ci pentru a-l menține într-o stare constantă de echilibru.
Ministerul Păcii se bazează pe principiului războiului perpetuu. Războiul perpetuu consumă toate resursele surplus, menținând majoritatea cetățenilor în vieți de suferință constantă – și astfel îi împiedică să învețe suficient pentru a înțelege adevărata natură a societății lor. Războiul perpetuu „ajută la păstrarea atmosferei mentale speciale de care are nevoie o societate ierarhică”. Întrucât asta înseamnă că echilibrul țării depinde război.

## Ministerul Iubirii
Ministerul Iubirii (în novlimbă: Miniluv) servește ca minister de interne al Oceaniei. Își impune loialitatea față de Big Brother prin frică, susținută printr-un aparat masiv de securitate și represiune, precum și prin spălarea sistematică a creierului. Clădirea Ministerului Iubirii nu are ferestre și este înconjurată de garduri de sârmă ghimpată, uși de oțel, cuiburi ascunse de mitralieră și paznici înarmați cu bastoane. Este denumit „locul în care nu există întuneric”, luminile din interior nu sunt niciodată stinse. Este probabil cel mai puternic minister, controlând voința populației. Poliția Gândirii este extensia exterioară a Miniluv.

## Ministerul Abundenței

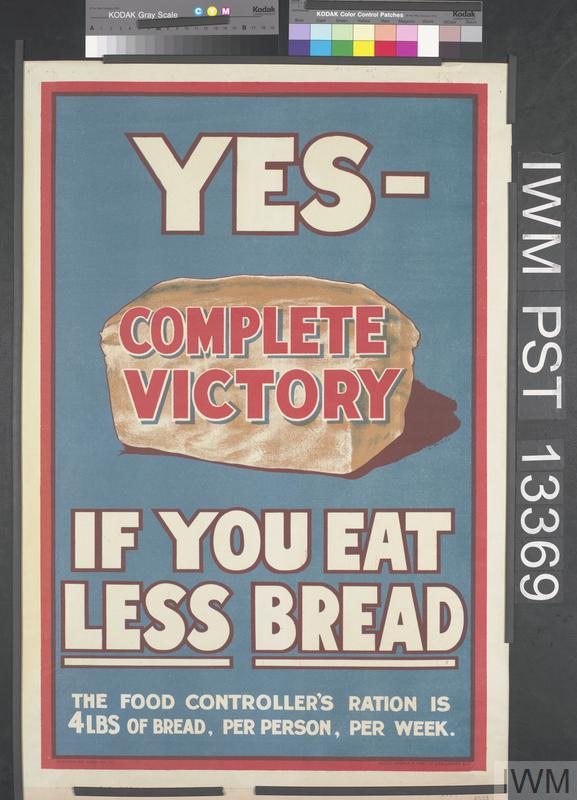
Afiș britanic de raționalizare al celui de-al Doilea Război Mondial

Ministerul Abundenței (novlimbă: Miniplenty) controlează economia de comandă a Oceaniei. Aceasta supraveghează raționalizarea alimentelor, proviziilor și bunurilor. Economia Oceaniei este foarte importantă și este necesar ca publicul să creeze continuu provizii inutile și sintetice sau arme pentru a fi folosite în război, în timp ce nu au acces la mijloacele de producție.
Tema principală a Oceaniei este că o populație săracă și ignorantă este mai ușor de condus decât una bogată și bine informată. Telescreenurile fac frecvent rapoarte despre cum Big Brother a reușit să crească producția economică, chiar și atunci când producția a scăzut de fapt. 
Un departament al Ministerului Abundenței este responsabil cu organizarea loteriilor de stat. Acestea sunt foarte populare în rândul proletarilor, care cumpără bilete și speră să câștige marile premii - o speranță complet zadarnică, deoarece marile premii nu sunt de fapt acordate deloc, Ministerul Adevărului participând la înșelăciune și publicând în fiecare săptămână numele care nu există.
În adaptarea filmului realizată de Michael Radford, ministerul este redenumit Ministerul Producției sau MiniProd.